# الجبيب (النادرة)

تعديل مصدري - تعديل

الجبيب هي إحدى قرى عزلة مالك بمديرية النادرة التابعة لمحافظة إب، بلغ تعداد سكانها 785 نسمة حسب تعداد اليمن لعام 2004.